# Contea di Johnston (Carolina del Nord)
La contea di Johnston in inglese Johnston County è una contea dello Stato della Carolina del Nord, negli Stati Uniti. La popolazione al censimento del 2000 era di 121 965 abitanti. Il capoluogo di contea è Smithfield.